# Chivu Stoica
Chivu Stoica (8. srpna 1908, Smeeni, Buzău – 18. února 1975) byl přední rumunský komunistický politik.
Narodil se jako šesté dítě v zemědělské rodině v městečku Smeeni, asi 15 km jižně od Buzău. Ve 12 letech odešel z domova a učil se ve státní železniční společnosti Căile Ferate Române. V roce 1921 se přestěhoval do Bukurešti, kde vstoupil do komunistické strany. Zde se setkal s pozdějším rumunským prezidentem Gheorghem Gheorghiem-Dejem. V únoru 1933 spolu zorganizovali velkou železniční stávku, kterou potlačila armáda a zahynulo při ní 7 dělníků. Soud odsoudil Stoicu 20. srpna 1934 k 15 letům vězení v Târgu Jiu. Bojoval i v Interbrigádě ve Španělské občanské válce. V letech 1945–1975 byl členem ústředního výboru Rumunské dělnické strany a politbyra, 1955–1961 předseda Státní rady Rumunska (fakticky hlava státu), 1965–1967 předseda vlády. Jeho nástupcem se stal Nicolae Ceaușescu, se kterým neměl dobré vztahy.
Byl dvakrát ženatý. Poprvé s Ecaterinou Kleinovou, druhá manželka byla inženýrka Maria Manolescu, se kterou měl dceru. Zemřel v roce 1975 po výstřelu z lovecké pušky. Oficiálně bylo oznámeno, že spáchal sebevraždu.